# Oxytropis adscendens
Oxytropis adscendens är en ärtväxtart som beskrevs av Nikolai Fedorovich Gontscharow. Oxytropis adscendens ingår i släktet klovedlar, och familjen ärtväxter. Inga underarter finns listade i Catalogue of Life.